# Eneoptera gracilis
Eneoptera gracilis är en insektsart som beskrevs av Robillard 2005. Eneoptera gracilis ingår i släktet Eneoptera och familjen syrsor. Inga underarter finns listade i Catalogue of Life.